# بورفوبيلينوجين سينثاز

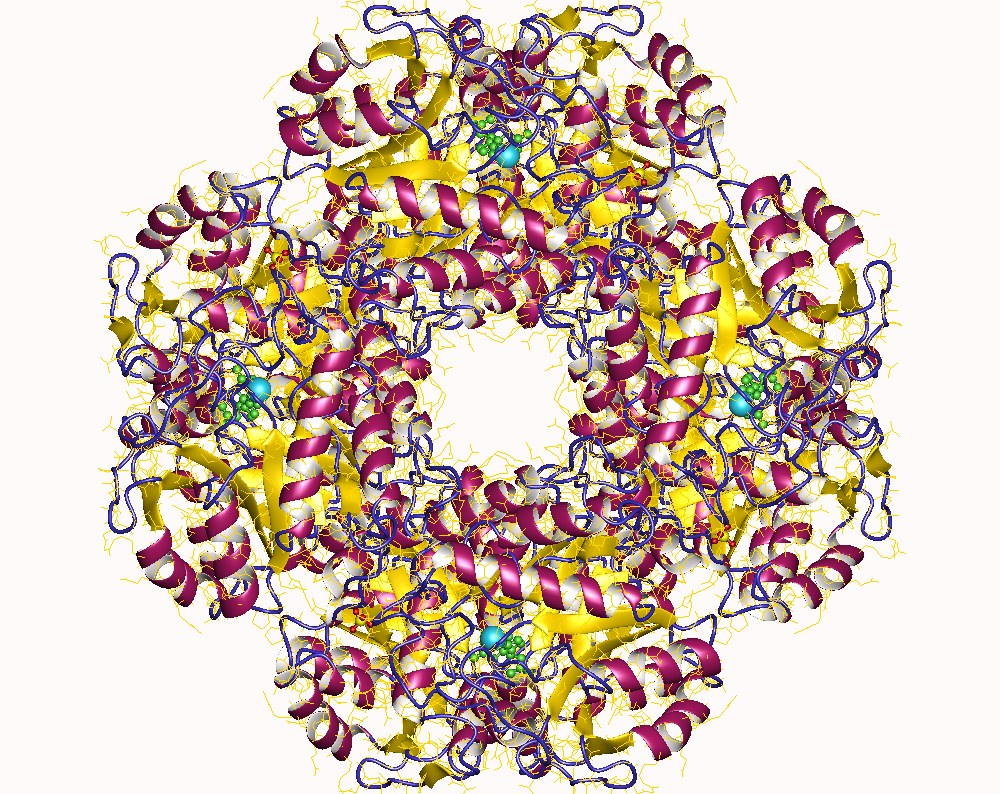
DALA dehydratase

بورفوبيلينوجين سينثاز (ملاحظة 1) هو إنزيم يقوم باصطناع جزيئات بورفوبيلينوجين بواسطة تفاعل تكاثف لجزيئين من حمض الأمينوليفيولينيك. يقوم بروفوبيلينوجين سينثاز بتحفيز الخطوة الثانية من الاصطناع الحيوي للبورفيرين.
إن كافة رباعيات البيرول الطبيعية، بما فيها الهيم والكلوروفيل (اليخضور) وفيتامين بي 12، تشترك بأن جزيء بورفوبيلينوجين هو مركب طليعي فيها.
يعد بورفوبيلينوجين سينثاز نموذجاً أولياً لبروتينات مورفيين (ملاحظة 2).

## هوامش
- ملاحظة 1 أو مُخلّقة البورفوبيلينوجين؛ يقابلها باللغة الإنجليزية Porphobilinogen synthase ويمكن أن يسمى أيضاً بالمرادفات ALA dehydratase أو aminolevulinate dehydratase
- ملاحظة 2 يقابلها باللغة الإنجليزية Morpheein